# Myrsine fastigiata
Myrsine fastigiata là một loài thực vật có hoa trong họ Anh thảo. Loài này được (Elmer) Pipoly mô tả khoa học đầu tiên năm 1997.